# کوه ویترسپون
کوه ویترسپون (به انگلیسی: Mount Witherspoon) یک کوه در ایالات متحده آمریکا است که در Valdez–Cordova Census Area واقع شده‌است. کوه ویترسپون ۳٬۶۶۱٫۳ متر بالاتر از سطح دریا واقع شده‌است.